# Suša
Suša je izredno stanje v naravi,po dolgotrajnem pomanjkanju vode v neki pokrajini. Ni samo fizikalni pojav,pač pa izmenjavanje med razpoložljivostjo, dostopnostjo in potrebami organizmov po vodni oskrbi. 
Glede na nastanek lahko govorimo o treh tipih suše:
1.	meteorološke(vremenske)- če daljše obdobje ne dežuje,
2.	kmetijske suše- če v določenem času pade premalo dežja za potrebe rasti rastlin,
3.	hidrološke(vodostojne)-ko se rezerva vode v podtalnicah, jezerih in ledenikih zelo zmanjša.
Suša je daljše obdobje, v katerem ne pade dovolj padavin za normalni razvoj in dozorevanje kmetijskih rastlin kar negativno vpliva na količino in kvaliteto pridelka.